# Taf Wallet
Pour les articles homonymes, voir Wallet.
 (juillet 2025).
Taf Wallet (de son vrai nom Gustave Wallet), né à La Louvière le 24 novembre 1902 et mort à Schaerbeek le 1er décembre 2001 est un artiste peintre, graveur, mosaïste et vitrailliste belge né de père wallon et de mère flamande. Il est un ami de Paul Delvaux.

## Biographie
Gustave Fernand Hector Wallet, né à La Louvière le 24 novembre 1902, est le fils de Fernand Wallet, boucher, et de son épouse Ida Deneyer.
Il étudie d'abord le bois et le marbre à l'École industrielle de La Louvière (1916-1917). Il se perfectionne à l'Académie royale des Beaux-Arts de Mons auprès d'Alfred Duriau et d'Émile Motte (1920-1922) ainsi qu'à l'Académie de Bruxelles auprès de Constant Montald, Jean Delville et Émile Fabry (1922-1926). Il s'installe à Schaerbeek en 1923. Le Prix Godecharle (1928) lui permet de visiter en 1930 la France et l’Italie.
En 1933, l'artiste vient habiter Saint-Idesbald et son œuvre subit une grande influence de la mer. Il gagne le prix du Hainaut (1934).
Il crée surtout des paysages clairs et robustes, des vues de plage, des marines, des natures mortes. D'abord dans un style réaliste, mais ensuite, après la Seconde Guerre mondiale, plus impressionniste avec un petit accent d'Ensor. Plus tard, il donne plus d'attention à la composition, la stylisation et l'élaboration de ses sujets.
Ses œuvres expriment la poésie, la joie de vivre et l'optimisme. L'artiste veut capter la lumière spéciale de la côte dans ses peintures. Il développa son propre luminisme, une nouvelle sorte de pointillisme comparable avec le néo-impressionnisme d'un Georges Seurat ou un Paul Signac.
Taf Wallet a l'œil pour les couleurs et de son utilisation émane beaucoup d'émotion. Il utilise par préférence certaines nuances des teintes, comme des bleus, jaunes, verts et rouges.
En 1947, il devient professeur de gravure et en 1959 professeur de peinture paysagère à l'Institut national supérieur des Beaux-Arts d'Anvers.
Cofondateur du groupe Nervia, membre administrateur de l’Alliance française, membre du Comité de Direction du Conseil national des Arts plastiques et membre de la Société Belge des Peintres de la Mer, membre des Cercles Bon Vouloir, Les Amis de l'Art, Les Amis du Hainaut.

## Distinctions
- 1925 : Premier prix de composition et de peinture à l'Académie royale des Beaux-Arts de Bruxelles (grande distinction).
- 1928 : Prix Godecharle avec une toile intitulée La Tête de l’aïeule.
- 1928 : Troisième mention au Prix de Rome.
- 1934 : Prix du Hainaut.
- 1937 : Prix Godecharle
- 1954 : Prix Chardin pour la gravure.
- 1954 : Prix de l'Essor Maritime.

## Œuvres
Œuvres dans les musées de Bruxelles, La Louvière, Anvers, Gand, Mons, Tournai, Namur, Arlon Musée Gaspar-Collection de l'Institut Archéologique du Luxembourg.
Exemples d'œuvres :
- Nu assis (huile sur toile) (1931)
- Nature morte au gigot (huile sur toile) (1932)
- Le Port d'Ostende (xylogravure) (1932)
- Vue de Wépion et Daive (1942)
- Les cabines à la mer du Nord (1950)
- Monaco (huile sur toile) (1950)
- Sacré-cœur à Paris (huile sur toile) (1955)
- Nature morte à la dinde (huile sur toile) (1957)
- Autoportrait (huile sur toile) (1960)
- Les baigneuses (huile sur toile) (1963)
- Nature morte aux légumes (huile sur toile) (1967)
- Coucher de soleil au Cinquantenaire (huile sur toile) (1968)
- De la fenêtre de ma chambre - Honfleur (huile sur toile) (1968)
- 21 juillet, rue Royale (huile sur toile) (1969)
- Maternité (huile sur toile) (1970)
- La Dame à l’ombrelle (huile sur toile) (1978)
- Reflux (huile sur toile) (1979)
- Vacances à la mer (huile sur toile) (1984)
- Vignoble à grève (huile sur toile) (1985)
- Méandres, les vestes rouges (huile sur toile) (1985)
- La baignade (1987)
- La plage aux parasols (1990)
- Terrasse de la Cabro d’or - les Baux (1991)